# Jamuna
Jamuna ([džamuna] anglicky Yamuna, hindsky यमुना, urdsky دریائے جمنا‎) je řeka ve státech Uttarákhand a Uttarpradéš v Indii. Je to nejdelší a nejvodnější přítok Gangy. Je 1 384 km dlouhá. Povodí má rozlohu 351 000 km².

## Průběh toku
Pramení na jižních svazích hřbetu Zaskar (Centrální Himálaje). Na horním toku teče převážně v hluboké soutěsce. Mezi městy Dakpathar a Paonta Sahib se úzké údolí na krátkou dobu rozšiřuje a řeka přibírá další přítoky (Giri a Tons). Na středním a dolním toku protéká Indoganžskou rovinou, kde se rozděluje na ramena a průtoky. Po výstupu z podhůří Himálají protéká poblíž města, jemuž dala jméno (Yamunagar). Po nějaké době se přibližuje k metropoli Dillí, protéká městy Vrindavan, Mathura a Ágra. U města Prájagrádž (dříve Illáhabád) se vlévá do Gangy hned za železničním mostem Old Naini Bridge.

## Vodní režim
Charakteristické jsou velké letní vzestupy úrovně hladiny způsobené monzunovými dešti, které vyvolávají časté povodně a přiměřeně nevysoký vodní stav po zbývající část roku.

## Kvalita vody
Vzhledem k problematickému způsobu hospodaření s odpady na území Indie je řeka silně znečištěná. Zhruba 57 % odpadů metropole Dillí se dostane do této řeky. Např. v říjnu 2024 se řeka pokryla toxickou pěnou, která vzniká kvůli vysokému obsahu fosfátů. Ty mohou způsobovat kožní a dýchací problémy. Věřící přitom v této řece vykonávají očistnou koupel.

## Využití
Splavná je pod Dillí. Široce se využívá na zavlažování, na vodě z této řeky je závislých až 57 milionu lidí.
Hinduisté považují řeku Jamunu za posvátnou.